# Campanula vardariana
Campanula vardariana är en klockväxtart som beskrevs av Gilbert François Bocquet. Campanula vardariana ingår i släktet blåklockor, och familjen klockväxter. Inga underarter finns listade i Catalogue of Life.